# La Lamentation sur le Christ mort (Botticelli, Munich)

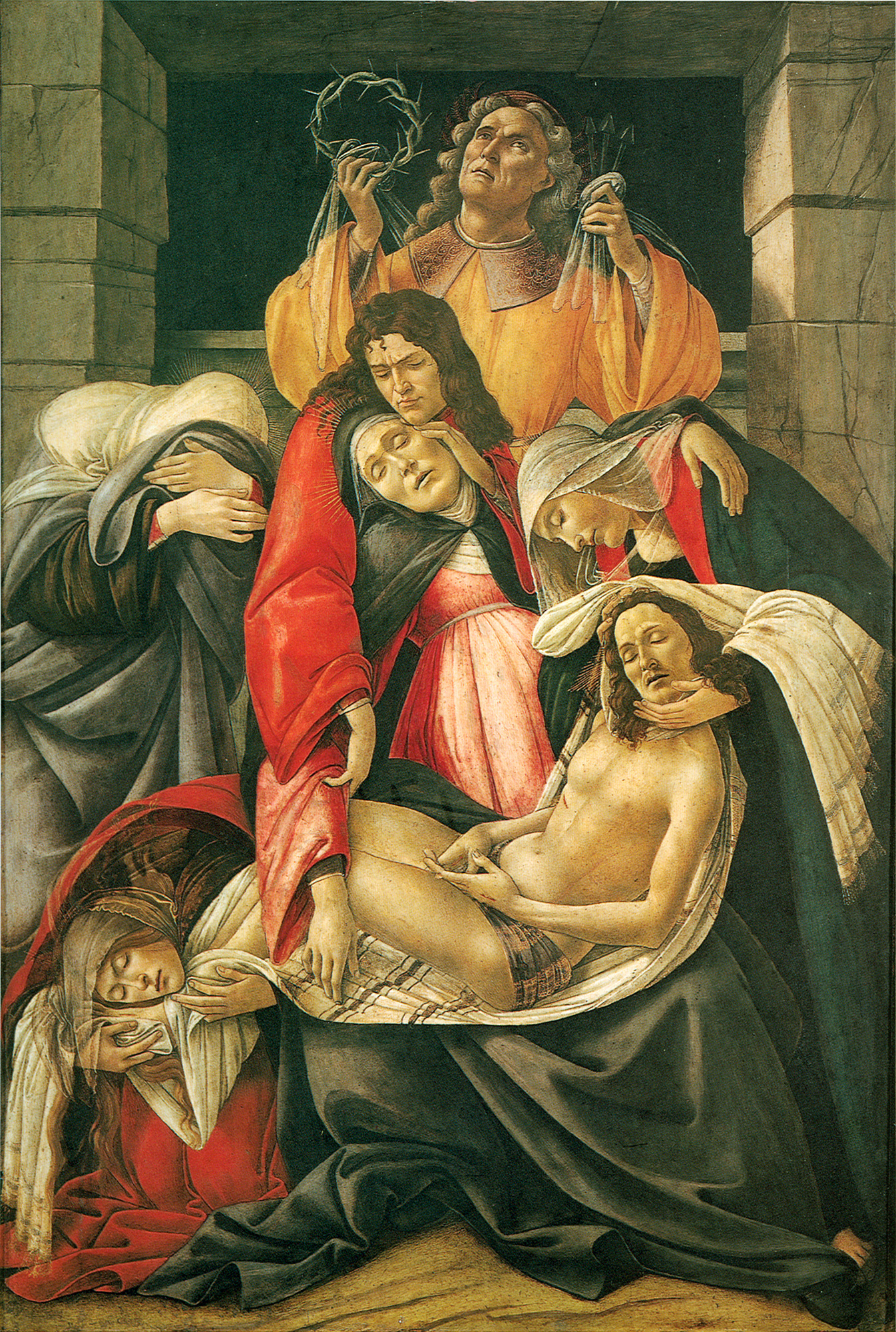
La Lamentation du musée Poldi Pozzoli, Milan.

Pour les articles homonymes, voir La Lamentation sur le Christ mort.
La Lamentation sur le Christ mort (en italien : Compianto sul Cristo morto) est une peinture religieuse de Sandro Botticelli, datant de 1495 environ, conservé à la Alte Pinakothek de Munich.

## Historique
L'œuvre, comme confirmé au début du XIXe siècle par J. Mesnil, provient de l'église San Paolino de Florence. 
Après la suppression des ordres elle a probablement rejoint les collections du grand-duc et ensuite les Offices.
En 1813 elle a été cédée à Maximilien Ier de Bavière. 
La datation est généralement à rapprocher de celle de La Lamentation du Museo Poldi Pezzoli, œuvre de la dernière phase de la production de l'artiste.

## Thème
La Déploration, ou Lamentation du Christ, est un des thèmes de l'iconographie chrétienne : Le Christ mort, descendu de la Croix, est entouré par ses proches qui vont le mettre au tombeau ; entre ces deux épisodes, se situe l'éploration de Marie, entourée de ses proches soit stricto sensu des deux autres Maries de sa famille et de saint Jean. La présence anachronique d'autres figures saintes est possible (ici saint Paul et saint Jérôme) car ils assistent, intemporellement à cet épisode biblique, en figures d'intercesseurs, pour nous accompagner dans cette contemplation.

## Description
La composition montre, au centre, le corps inerte du Christ reposant sur les genoux de Marie, arcbouté ; des saints contemporains de l'événement l'entourent : les trois Maries et saint Jean, saint Pierre (à droite), et d'autres figures comme saint Jérôme et saint Paul, en témoins intemporels, à gauche.
En arrière-plan se trouve le flanc fracturé d'une colline rocheuse et on aperçoit l'architecture du sarcophage de son tombeau derrière le groupe où Marie est montrée en Pietà, soutenue par Jean évangéliste qui lui tient doucement la tête et aussi le corps de Jésus soutenu par son linceul ; les trois Maries participent à la scène : Marie-Madeleine, avec sa cape rouge, soutient la tête du Christ et embrasse son visage, une autre, à cape verte, se couvre le bas du visage, les yeux révulsés, la troisième, à cape vert pâle, soutient délicatement les pieds de Jésus par le linceul qui l'enveloppe d'une manière diaphane. 
Sur les côtés, les trois saints assistent à la scène avec distance : ils regardent, se penchent pour mieux observer le centre de la scène, mais leurs visages n'expriment aucune émotion. À gauche, saint Jérôme, habillé en ermite avec l'attribut de sa pierre, saint Paul avec l'épée, saint patron de l'église et à droite saint Pierre avec les clefs, portant la tonsure, un habit bleu et une cape ocre. 
Ils portent tous une auréole elliptique et sont pieds nus.

## Analyse
Il s'agit d'une composition similaire de cella conservée au musée Poldi Pozzoli de Milan. La seule différence est qu'ici la scène se développe sur un format horizontal permettant une structuration plus étendue et moins compacte des personnages. 
Les expressions pathétiques et les caractères des personnages sont une nouveauté pour Botticelli qui a du s'adapter au nouveau climat spirituel à Florence instauré par Savonarole. Botticelli abandonne son inspiration allégorique, qui avait eu tant de succès auprès de la cour des Médicis, en faveur de peintures sacrées.
Les gestes forcés et les poses  (bien que celle très arquée du Christ mort reste très médiévale) renvoient à la dernière phase de l'artiste à la recherche de formes réalistes et des expressions extrêmes, soulignés par le recours aux couleurs fortes et contrastées qui semblent anticiper les thèmes du XVIe siècle
Dans cette évolution de style, désormais très éloignée de la délicate harmonie des premières œuvres de Botticelli, on devine l'influence des sermons du moine Savonarole, qui provoqua une crise mystique et religieuse à Florence qui incita Botticelli à abandonner les thèmes profanes, mythologiques et allégoriques, son style témoignant d'une inquiétude intime dans l'environnement artistique de l'époque.